# Lógica empírica
La lógica empírica es la base del razonamiento empírico y por lo tanto del método empírico. Esta visión de la lógica proviene de la Antigua Grecia, siendo su máximo exponente el propio Aristóteles. El término empírico deriva del griego antiguo de experiencia, έμπειρία, que a su vez deriva de έυ, en, y πεἳρα, prueba, experimento. Su origen se inicia con la observación de las relaciones entre los objetos, lo que la convierte en la base ideal para las leyes del conocimiento. Su aparición en la Antigua Grecia y el mundo árabe provoca la definitiva separación entre las ciencias formales (geometría, álgebra) de las ciencias empíricas (zoología, botánica) y las ciencias aplicadas (ingeniería, medicina). Su paso a través de la historia provoca el descubrimiento de la lógica experimental y se mantiene hasta nuestros días.

## Origen y desarrollo
Según los partidarios de la lógica empírica, la lógica comienza a través de la observación de las relaciones entre los objetos percibidos y sus variaciones relativas y se convierte en la base ideal para poder establecer las leyes del conocimiento, entendido este tanto en su vertiente teórica como práctica. Creen que la lógica comenzó con el desarrollo de la cultura y las diversas civilizaciones en la creación de instrumentos y sus aplicaciones prácticas en el dominio de la naturaleza en torno a la caza, la agricultura, la navegación, la medicina entre otras.

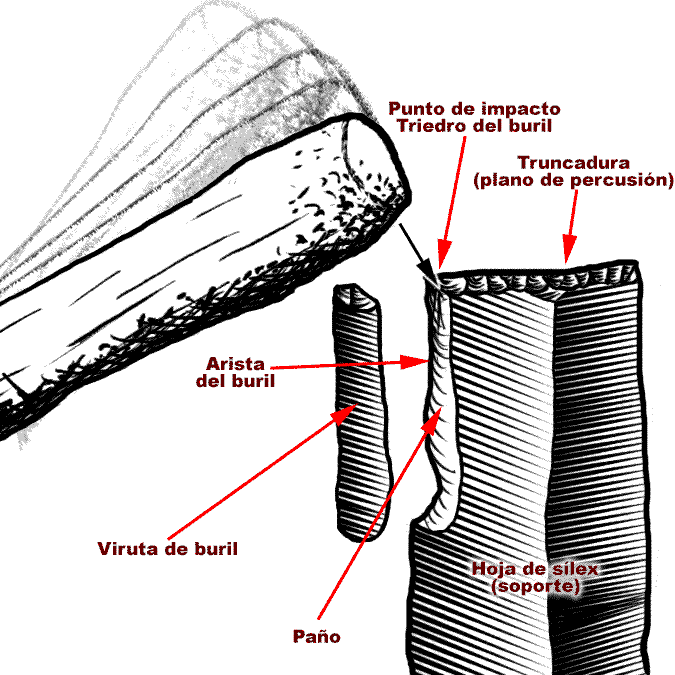
Técnica del golpe de buril.

Los primeros pasos son cuestiones prácticas que resuelven situaciones comunes de la vida diaria, sobre cuyos resultados se establece un procedimiento formalizado, protocolo, y exitoso convertido en reglas, al que, finalmente, se le acaban encontrando las razones de su éxito en la teoría que lo confirma.
De modo general puede decirse que esta lógica es consecuencia de la acumulación de experiencias semejantes, del éxito de la intuición heurística y la práctica del ensayo y error convertido después en reglas de comportamiento en situaciones similares, cuyos conocedores pueden luego invocar principios de lo más variado para construir una consistencia o coherencia de tipo general (ley o teoría, y reglas prácticas), bien sean de contenido mágico, religioso o simplemente prácticas culturales unidas en muchas ocasiones al ejercicio del poder social. En definitiva son las creencias sociales, que vienen a constituir el cemento más sólido de la estabilidad social.
En determinadas circunstancias estas explicaciones como leyes de la naturaleza o teorías científicas constituyen la ciencia. Esto ocurre históricamente cuando el contenido explicativo se considera demostración o prueba o argumento de la verdad, y tal prueba es reconocida como tal por la comunidad de expertos en la materia que se trate.[cita requerida]
Y esto ocurre de manera eficaz cuando esta materia es aceptada como conocimiento verdadero que permite una explicación teórica mediante un lenguaje formalizado, cuyo ideal es la lógica deductiva; por ello desde el principio la lógica y las matemáticas se han considerado como la manifestación perfecta de la ciencia junto con la especulación metafísica.
La lógica de la experiencia, en cambio, ha tardado mucho en adquirir el estatus de elemento esencial de la ciencia.[cita requerida]
El dominio o campo de aplicación de esta lógica era denominado en occidente durante siglos las artes (artesanías y oficios), como conocimiento práctico o útil en oposición a la ciencia, como conocimiento teórico al margen de cualquier utilidad.
Identificada como técnica, la lógica empírica es hoy día considerada un elemento esencial de la ciencia, considerada ésta como un dominio científico-técnico en un todo único.
No obstante lo anterior, en el desarrollo histórico y sociológico de la ciencia, esta separación era meramente conceptual y no real, y nunca se han perdido los rasgos definitorios de la lógica empírica en el avance del conocimiento científico, incluyendo tanto lo meramente heurístico como el poder social de los sabios en el mantenimiento de determinados paradigmas, como cuestiones prácticas en el mantenimiento de la cohesión cultural y social, frenando incluso el desarrollo propio de la ciencia.
Las primeras reflexiones teóricas sobre el saber técnico se producen en la Antigua Grecia y encuentran su desarrollo en los Alejandrinos, en el Imperio romano y posteriormente en el Mundo Árabe.[cita requerida]
Pero estas reflexiones no adquieren el estatus de ciencia sino en el Renacimiento y cuando se integran en el llamado método científico a partir del siglo XVII. Es entonces cuando finalmente se establece la experiencia como fundamento demostrativo de lo teórico de la ciencia mediante su confirmación en el experimento.
La ciencia moderna (siglos XVII-XIX) consiste en un conjunto de teorías sostenidas por un soporte lógico-deductivo sobre principios y leyes generales, aun cuando no se expliciten los axiomas sobre los que se fundan; pero su fundamento como prueba se considera que reside en la experiencia guiada por la razón: el experimento.
Las paradojas lógicas que pusieron en cuestión la lógica-matemática y el fundamento mismo del método científico promovieron en el siglo pasado una reflexión más profunda sobre el sentido de la metodología científica y su fundamento lógico.
Su estudio pormenorizado se realiza sobre todo en la Edad Contemporánea (siglo XX), tras los problemas de teoría del conocimiento o Gnoseología planteados en la Edad Moderna y el desarrollo de la Epistemología y la filosofía de la ciencia.
La íntima conexión entre esta lógica empírica y el método científico como tal, remite al Método científico. Aquí se considera el estudio del contenido propiamente lógico.
El problema se plantea desde el concepto griego de ciencia como conocimiento necesario, objetivo y universal. 
Dado que el conocimiento que procede de la experiencia es subjetivo, particular, condicionado, basado en la observación de los casos concretos, ¿cómo se puede obtener a partir de él un conocimiento universal (que abarque todos los casos), objetivo (para todos los hombres al menos) y necesario (que no dependa de las circunstancias sino que dependa de una ley)?
¿Cómo se puede justificar una ley general para todos los casos partiendo del conocimiento de uno o unos pocos casos o experimentos? Tal es el problema que presenta la lógica de la inducción.
Utilizando un ejemplo comúnmente usado: ¿Cómo se puede asegurar que todos los cuervos son negros por más cuervos negros que puedan verse? ¿O cómo justificar que no sólo son negros, sino que tienen que ser negros según las leyes naturales? Sin embargo, la ciencia nos asegura que los cuervos existen.

## El valor de la experiencia en la ciencia a lo largo de la Historia

### La experiencia en la Ciencia Antigua
La separación radical entre trabajo técnico y trabajo teórico responde a una tradición aristocrática y guerrera de la nobleza o clase dominante; se justificaba filosóficamente sobre todo por la fuerza de la demostración matemática y la Dialéctica platónica, que desde Pitágoras inspiró toda la filosofía racionalista. El trabajo y su sentido práctico son cosas pertenecientes a la “clase trabajadora” o los esclavos.
Pero la influencia de los artesanos en la elaboración de teorías, o mejor normas generales, más o menos científicas para la práctica de la construcción, la agricultura, la navegación etc, siempre estuvo presente.
Hipócrates de Cos, siglo V a. C. pasa por ser el padre de la medicina, por el cambio de orientación que hasta entonces tenía la tradición sobre todo egipcia, ligada a la magia y a lo sagrado. Es el primero que elabora una teoría general sobre lo que es la salud y la enfermedad en relación con un concepto determinado de hombre.
Aristóteles, siglo IV a. C. cultivó la biología de observación, y fue el primero que elaboró una teoría acerca de la inducción. Pero su teoría venía a depender en definitiva del razonamiento silogístico y en el valor de los conceptos universales: el entendimiento agente, como facultad del alma, mediante un proceso de abstracción es capaz de alcanzar la forma esencial de las cosas en cuanto sustancias como individuo-sujeto y propiedades como cualidades-predicados.
Para Aristóteles el valor de la experiencia se orienta hacia teorías basadas en explicaciones “cualitativas”, y a la búsqueda de principios (causas) cada vez más generales a la búsqueda del principio supremo del que se “deducen” todos los demás. Es por eso que el argumento definitivo está basado en la deducción y el silogismo. El desarrollo de los seres en su movimiento es debido al desarrollo de la forma substancial que teleológicamente busca cumplir su fin que no es otro que alcanzar todas las potencialidades que están contenidas en su forma. Por eso la semilla se hace árbol, lo mismo que el niño, hombre.
Aristóteles considera que la ciencia en cuanto tal, en la explicación de las causas, sigue un camino ascendente hacia una Filosofía Primera o Metafísica, hacia un Primer Motor Inmóvil, causa del movimiento, por vía de la finalidad de las formas, según una deducción de causas y efectos a través del movimiento, según un orden de las formas esenciales, el orden jerárquico de las ideas platónicas, como orden fundamental; distinguiendo por ello un mundo sub-lunar, imperfecto y azaroso y un mundo supralunar perfecto que se revela en el orden (filosofía) de los movimientos circulares celestes perfectos y sujetos a leyes.
El platonismo primero, y el aristotelismo después, adaptado a la Fe por la Iglesia, fue durante toda la Edad Media el pensamiento oficial mediante el argumento de autoridad con el que se controlaba todo el saber en los monasterios.
El cambio de concepto de movimiento y el fin de esta teoría vino a suponer uno de los pasos fundamentales en el nacimiento de la Física moderna como ciencia, a partir de la Baja Edad Media y hasta la Edad Moderna.
Roma utilizó menos la especulación y dio más importancia a las artes y la técnica donde alcanzó notables desarrollos, sobre todo en lo referente a la construcción tanto de edificios públicos, teatros y coliseos, como defensas militares y carreteras, puentes o puertos, pero siempre como un trabajo concebido para esclavos. 

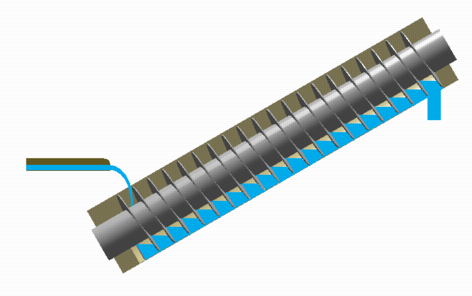
El tornillo de Arquímedes

Son nombres relevantes de la cultura clásica, además de los citados: Arquímedes, siglo III a. C., un auténtico teórico y práctico de la lógica empírica, Vitrubio, siglo I a. C., el primero en hacer un tratado de arquitectura y urbanismo y en medicina Galeno, siglo II d. C.

### El valor de la experiencia en la Edad Media
A lo largo de la Edad Media la influencia de la Iglesia fue el elemento decisivo de la cultura europea occidental. Su adaptación fundamental al platonismo concebía el conocimiento como camino de y hacia la salvación, por lo que la misma filosofía como ancilla theologiae y la retirada del saber al ámbito de los monasterios no facilitó el progreso de las artes y la ciencia en general en el sentido que estamos tratando.
Los árabes sin embargo ampliaron el conocimiento y las observaciones sobre todo en Medicina y Alquimia y mantuvieron el contacto con oriente, de donde reintrodujeron en Europa los escritos de los clásicos antiguos y dinamizaron el conocimiento científico medieval.
En la Baja Edad Media comienza el proceso hacia el redescubrimiento del valor cognoscitivo de la experiencia. Sus pasos principales fueron:

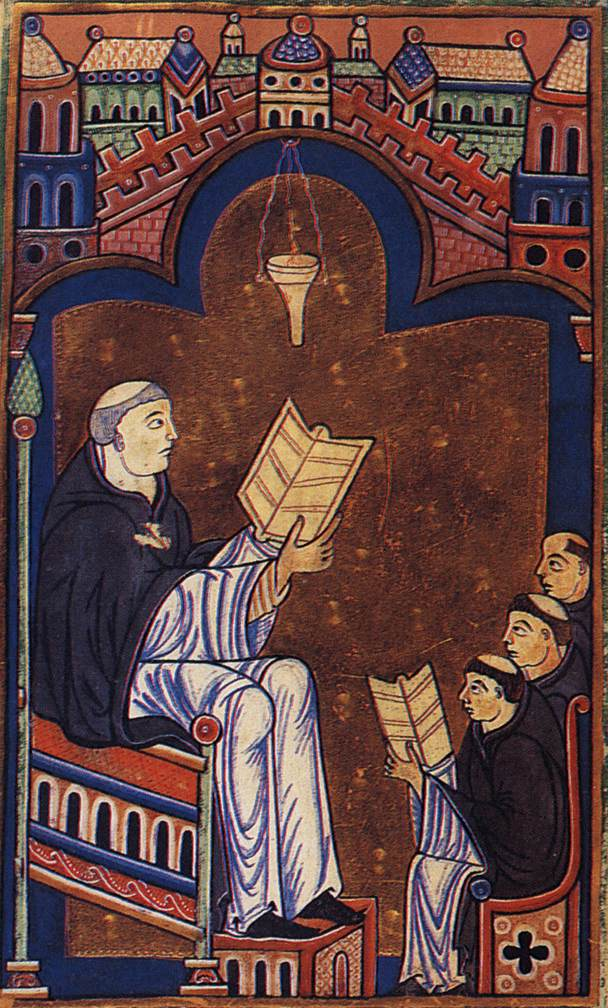

1. La renovación en el conocimiento de los escritos de Aristóteles importados por los árabes.
2. Las discusiones lógicas de Abelardo y Roscelino y la problemática de la realidad de los conceptos universales que se generó en la Universidad de París. ¿Son reales los conceptos, o qué realidad tienen? ¿o por el contrario son meros nombres de las cosas?
3. La obra de Fibonacci respecto a la aritmética aplicada a la contabilidad de los negocios, Liber abbaci, hacia 1202, y la práctica geometricae hacia 1225, así como Flos, dedicado a la resolución de problemas planteados por sus contemporáneos, 1225.[11]
4. La mayor valoración de la experiencia como fuente de conocimiento, promovida por la orden franciscana, desde el siglo XIII, Roger Bacon y la Universidad de Oxford, culminó en el siglo XIV en Duns Scoto y su teoría de la individuación.
5. Guillermo de Ockham, (franciscano), con su famosa “navaja” y la defensa del nominalismo cuestiona a fondo la tendencia especulativa del escolasticismo. (“Non sunt multiplicanda entia sine necessítate”).
6. El estudio de la experiencia en sí misma, la valoración de lo individual y concreto y la experiencia estudiada y concebida como experimento, sobre todo por Nicolás de Oresme.

Fue esencial la crítica a la teoría aristotélica del movimiento en Oxford, superando definitivamente el movimiento cualitativo de Aristóteles. Iniciaron lo que podríamos llamar la mecánica moderna interpretada mediante relación de cantidades y medidas y relación entre las mismas, y con la teoría del “ímpetus” anunciaron el que va a ser el principio de “inercia”.

#### La tradición de Oxford. La Física matemática a finales de la Edad Media
Los escritos ópticos de Grosseteste y Witelo o Teodorico de Freiberg, aplicaron la matemática al estudio del movimiento, en función de tiempos y distancias. 
Nace así la idea de las relaciones funcionales como complemento natural de una consideración sistemática de las relaciones entre causa y efecto. Según este punto de vista cualquier fenómeno podía ser explicado como función algébrica de las condiciones necesarias y suficientes para su producción, o lo que es lo mismo, se establece correlación entre lo que hoy llamamos variables independientes y dependientes, con un claro intento de mostrar qué vinculación existe entre los cambios de las primeras y los de las segundas. La idea de las relaciones funcionales se desarrolló de acuerdo con dos métodos expositivos:
1. El álgebra de palabras, que introduce el oxoniense Thomas Bradwardine en sus escritos mecánicos, en la que se alcanza la generalización empleando como sustitutivos de las cantidades variables diversas letras del alfabeto, mientras que las diversas operaciones aritméticas se describen mediante palabras. Este método fue seguido en Oxford por gran número de autores de tratados sobre las proporciones, y también por el grupo del Merton College (Los mertonianos). Destacan en este ámbito entre 1330 y 1350 Guillermo de Heytesbury, Ricardo Swineshead, y Juan de Dumbleton.
Los métodos desarrollados en Oxford, centrándose en el problema de expresar los cambios de cualidad de forma cuantitativa, persiguen como objetivo concreto dar cuenta de los diversos grados en que una "forma" o cualidad aumenta o disminuye numéricamente con respecto a una escala de valores fijada de antemano. En la terminología oxoniense forma era cualquier cantidad o cualidad variable de la naturaleza como el calor, la luz el crecimiento y los problemas que se plantean eran de determinación de la intensio et remissio qualitatum seu formarum o latitudo formarum. (aumento y disminución de las cualidades o formas y expansión de las formas).
Limitando la cuestión al terreno de los movimientos locales, se hablaba de cambio uniforme cuando se recorren distancias iguales en sucesivos intervalos de tiempo iguales; de cambio disforme en caso contrario pudiendo ser, en este caso, uniformemente disforme (la distancia aumenta o disminuye de forma constante en cada unidad de tiempo) en un caso o disformemente disforme (las distancias varían de forma independiente de la unidad de tiempo).
2. El segundo método utilizado para expresar las relaciones funcionales era de carácter geométrico y ya a principios del XIV era usual, tanto en Oxford como en París, la representación gráfica de los "grados de intensio" de una cualidad con respecto a la "extensio" de la misma mediante el empleo de coordenadas rectilíneas dando lugar a la confección de tablas, que ya se usaban en las mediciones astronómicas, y que es el antecedente del concepto de función matemática que se desarrolla más tarde con el álgebra. Uno de los primeros en usar este método es Juan de Dumbleton en su "Summa logicae et philosophiae naturalis", estudio crítico prácticamente exhaustivo sobre los temas centrales de la física de su tiempo.

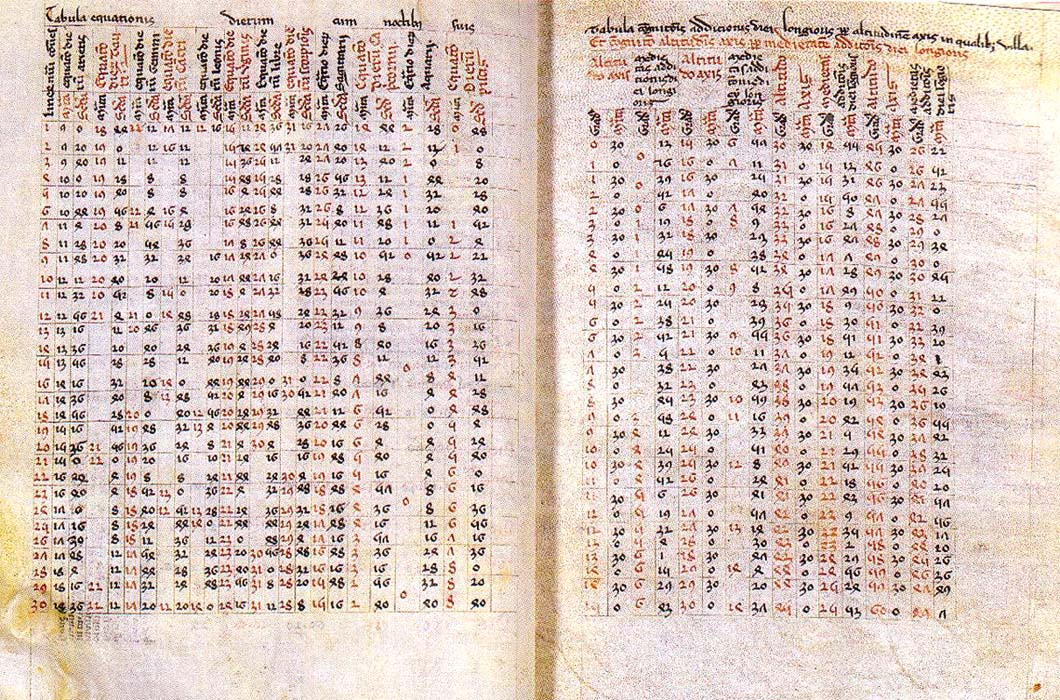
Tablas alfonsíes. Manuscrito conservado en la Catedral de Sevilla.

Como en el caso del álgebra de palabras el método gráfico de representación también se extendió a la escuela nominalista de París para abordar el estudio de los problemas cinemáticos y entre sus cultivadores cabe citar a Alberto de Sajonia, Marsilio de Inghen y sobre todo Nicolás de Oresme.
Estas ideas rápidamente fueron utilizadas en problemas técnicos. Para Ockham la única forma de asignar objetividad al tiempo consistía en numerar las sucesivas posiciones por las que pasaba un cuerpo dotado de movimiento uniforme y a partir de ahí, ya podíamos establecer por comparación la duración del movimiento o del reposo de otros entes cualesquiera.
De especial relevancia fue la crítica definitiva de la explicación aristotélica del movimiento con la teoría del ímpetus de Jean Buridan, primera interpretación explicativa del movimiento que tiene en cuenta el fenómeno de la inercia.
Entre los médicos asimismo se conocieron ciertas representaciones del calor y del frío, por medios de gradaciones numéricas. El antecedente de los descubrimientos que más adelante en el quattrocento van a producirse, en algo tan fundamental como van a ser los instrumentos de medida.
Es el momento en que la matemática adquiere un sentido práctico en la interpretación de fenómenos terrestres; los movimientos imperfectos de Aristóteles pueden verse sometidos a leyes. 
Al mismo tiempo los avances matemáticos se están aplicando a la contabilidad de los grandes intercambios de mercancías en las ciudades gobernadas por una burguesía naciente, y que poco a poco va a ir sacando estos conocimiento fuera de los monasterios.

### La lógica empírica en el Renacimiento
La construcción de grandes navíos a partir de la introducción de la brújula para la realización de las grandes rutas marítimas; la aplicación de la pólvora en el uso de las armas y la creación de los ejércitos nacionales; el descubrimiento de América y el inicio del comercio a gran escala; la creación de las sociedades por acciones etc., generó un movimiento extraordinario en Europa de riqueza y cambio de mentalidad: la burguesía, como clase social nueva, no solo acaparó la riqueza sino que enseguida acaparó también el saber sacándolo definitivamente de los monasterios, liberándose del criterio de autoridad aun a riesgo de enfrentarse con los dogmas de la Iglesia. 
Una nueva mentalidad práctica que encuentra en la experiencia una fuente de conocimiento cuya explicación teórica acerca del mundo se constituye como Ciencia, a la búsqueda de un Método. 
Los límites del mundo medieval quedan definitivamente superados y la dimensión de lo infinito aparece como un nuevo horizonte. Lo infinitamente grande del universo al mismo tiempo que empequeñece la Tierra como centro, configura al hombre como centro: el humanismo.
El conocimiento adquiere un sentido antropocéntrico y la experiencia aparece como elemento fundamental tanto en el conocimiento como en el sentir del arte, la poesía y la religión y, como no, en la constitución del conocimiento científico.
Leonardo da Vinci no pudo ir a la universidad por ser hijo ilegítimo, por lo que a veces era tratado de "inculto" por algunos:

Soy completamente consciente de que hay gente presuntuosa que cree tener razón en desacreditarme por no ser un hombre culto ¡Qué locos! [...] No saben que mis materiales tienen más valor porque derivan de la experiencia antes que de las palabras de otros, y la experiencia es la maestra de quienes han escrito con acierto
Leonardo da Vinci, Códice Atlántico, folio 327v.

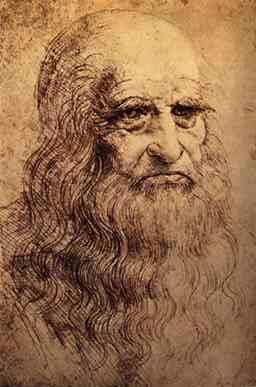
Posible autorretrato de Leonardo da Vinci.

El desarrollo de un nuevo lenguaje matemático, referente al álgebra, Tartaglia, Vieta,  Simon Stevin entre otros, fue un paso fundamental para el desarrollo de cálculos que favorecieran el establecimiento de relaciones entre diversos hechos observados. Véase lenguaje formalizado y Cálculo.
Finalmente el heliocentrismo de Copérnico pone en evidencia la concepción medieval del mundo y la física aristotélica.
“La revolución copernicana”, no tanto por su hipótesis que ya había sido expuesta por autores griegos como Aristarco de Samos, sino en el espíritu de la época, puso en cuestión todos los principios tradicionales de la ciencia en su modo de ver el universo y supuso el enfrentamiento definitivo entre Iglesia y ciencia, razón y fe. 
Hablar del Renacimiento es hablar de Leonardo da Vinci Miguel Ángel etc. que si no fueron específicamente científicos significaron la apertura del espíritu hacia nuevos conceptos. Los Luis Vives, Erasmo, etc. significaron la superación del criterio de Autoridad. que tanto limitaba el horizonte del conocimiento en su dependencia de una Autoridad como la iglesia que controlaba cualquier desviación de lo “establecido”.
Citamos solamente los autores más importantes y los campos que se van independizando de la mentalidad medieval.
La alquimia adquiere la categoría de Química de la mano de Paracelso, liberándose de la mentalidad religioso-mágica y hermética que ha tenido siempre y cultivada por los árabes sobre todo. Considera que la Medicina es una ciencia fundamental porque en ella se une el conocimiento de la naturaleza y su manipulación. Sin el experimento y la práctica no puede conocerse la realidad, pero sin la especulación ésta se convierte en una serie de reglas estériles.
Con esta mentalidad se rompe con la prohibición eclesiástica que impedía la disección y comienza ciertamente una nueva época en el progreso de la medicina y la química de los medicamentos. Así en 1543 Vesalio publica su Humanis corporis fabrica inicio de la anatomía humana unida a la experiencia.
Estas innovadoras concepciones de la ciencia y de la filosofía acaban definitivamente con el saber tradicional basado en el silogismo, en el genio individual y en el argumento de autoridad y plantean de modo definitivo el problema del Método científico.

## El nacimiento de la Ciencia Moderna: El problema del método. Francis Bacon y Descartes
El problema científico propio de la Edad Moderna es la necesidad de un método: Francis Bacon y Descartes representan la búsqueda de un método como medio seguro de avance en el conocimiento científico. 
Al mismo tiempo representan dos mentalidades diferentes, incluso dos lógicas diferentes. En el campo de la filosofía estas dos lógicas constituyen lo que se ha llamado racionalismo y empirismo. 
Ambos rechazan la concepción especulativo-contemplativa de la ciencia y del saber, propugnando el desarrollo de una ciencia útil al servicio del hombre, de una ciencia aplicada al alivio del trabajo del hombre que haga de este el amo y señor de la naturaleza.

### El “Novum Organum” de Bacon

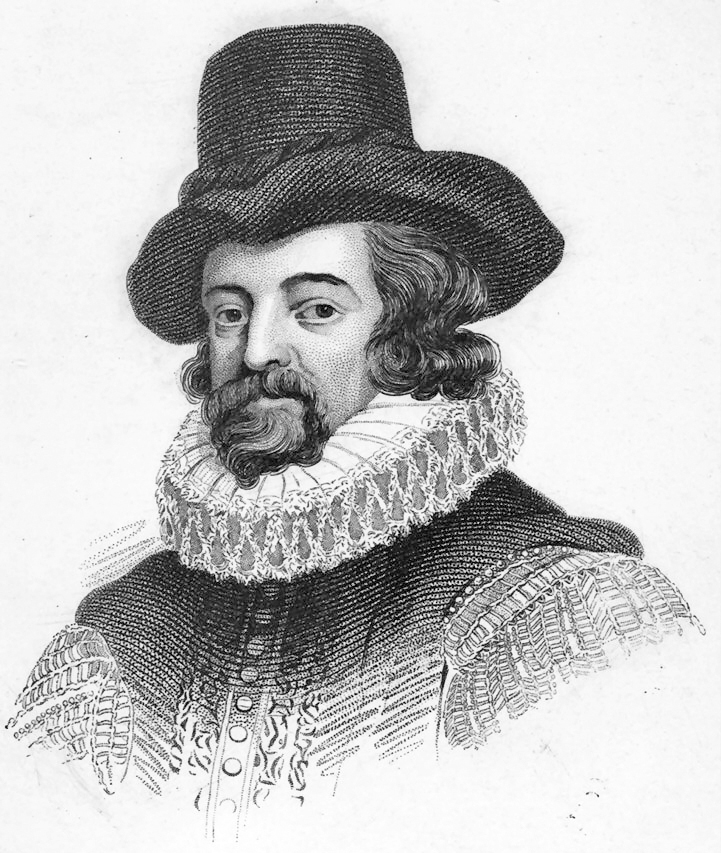
Sir Francis Bacon.

"Novum Organum" hizo de Bacon un heraldo del método científico. Pero el modernismo de Bacon se palpa en sus proyectos, en sus aspiraciones, en sus consignas en sus consejos... pero no en sus reglas operativas concretas ni muchísimo menos en sus aportaciones a las ciencias particulares.
Descubrir la forma de una naturaleza dada, o su verdadera diferencia o su naturaleza causal o su fuente de emanación... es la obra y el objetivo del conocimiento humano. Pero ¿qué se entiende por forma? 
Bacon es todavía un filósofo tradicional. 
El objeto pues del método científico consiste en las reglas mediante las cuales podamos tener acceso al conocimiento de las esencias o formas. 
Hay dos modos o métodos de descubrir la verdad, dice Bacon: El uno, partiendo de sensaciones y de hechos particulares, se lanza de buenas a primeras hasta los principios más generales, y apoyándose en ellos como sobre la certeza absoluta deduce las consecuencias. Éste es el método tradicional. El otro parte de las sensaciones y de los hechos particulares, pero su caminar es gradual y sólo llega bien tarde a las proposiciones más generales. Este método es el verdadero, pero nadie lo ha ensayado.
El Novum organum, obra incompleta, es una de las partes de su Instauratio Magna, y está concebida como dos partes fundamentales, la primera "destruens", criticando todo lo anterior, la segunda "construens", proponiendo las reglas del método. 
La primera está dedicada a denunciar la esterilidad de la ciencia y de la lógica existentes, criticando la práctica escolástica y sus nociones (sustancia, cualidad, pasión, acción, etc.) como las cualidades físicas (pesado, húmedo, raro, seco, generación, atracción, repulsión etc.) a las que llama anticipaciones de la naturaleza porque no están suficientemente fundadas en la naturaleza. 
Para sustituirlas Bacon propone las interpretaciones de la naturaleza fundadas en la experiencia y en la observación. Ambos métodos se inician a partir de los sentidos y de los detalles, y van a parar a las mayores generalidades, pero la diferencia entre ellos es infinita, porque el método deductivo mira sólo de pasada la experiencia y los detalles, mientras que el método inductivo los estudia de una manera ordenada y sistemática. 
¿Por qué la mente es tan propensa a extraviarse en nociones tan superficiales? Bacon establece su Teoría de los ídolos:
Ídolos de la tribu: Constituye una afirmación falsa decir que los sentidos del hombre son la medida de todas las cosas. Por el contrario, todas las percepciones, tanto de los sentidos como de la mente, son proporcionales a la medida del individuo y no a la medida del universo.
Ídolos de la caverna: son los prejuicios derivados de la herencia del hombre y de su medio (naturaleza propia de cada individuo, educación, conversaciones, lecturas, sociedades, etc.) 
Ídolos del mercado: tiranía de las palabras, verbalismo nacido de las relaciones (del comercio) entre las diferentes familias de género humano. Los hombres se asocian por los discursos y los nombres impuestos a las cosas son proporcionales a la inteligencia de los más ignorantes, De ahí tantas nomenclaturas inexactas y expresiones impropias que obstaculizan las operaciones del espíritu. 
Ídolos del teatro: condena a los grandes sistemas filosóficos que pretenden dar una visión total, acabada unificada y sistematizada y eterna de la realidad, y que en el fondo no son sino sus piezas teatrales sometidas sucesivamente a nuestra consideración, mundos de ilusión creados cada uno por su propio autor a través de su imaginación literaria. 
La primera parte termina con un destello de optimismo: motivos para tener esperanza. Aún podemos edificar una verdadera historia natural si se comienza a elaborar una historia de las artes mecánicas y a compilar una buena enciclopedia de las artes y oficios. No se crea la ciencia solo pensando sino pensando en aquello que se pone de manifiesto actuando. 
La segunda parte construens, el método, las reglas de la inducción no llegaron en su mayor parte a publicarse.
1.- Experientia vaga: se avanza a ciegas, acumulando documentos y materiales, sin ninguna idea preconcebida.
2.- Experientia litterata: en la que superando los sentidos y la memoria se registran los datos.
3.- Tablas de esencia: mediante las cuales el método hace brotar las naturalezas simples, calor, luz, gravidez, que son emanaciones de la forma.
4.- Tabla de ausencia: reúne los casos semejantes, análogos a los precedentes, pero en los cuales la naturaleza, es decir, la misma propiedad, se encuentra ausente.
5.- Tabla de grados: es una tabla de comparación realizada sobre los ejemplos en los cuales la naturaleza simple se encuentra en mayor grado o menor cantidad.
Después de haber hecho comparecer a los ejemplos, hay que aplicar la inducción propiamente dicha, para encontrar una naturaleza que esté siempre con la naturaleza dada, o en el mismo sujeto, o en sujetos diferentes, presente, ausente, creciente y decreciente, y que además sea la limitación de una naturaleza más común. 
- ejemplos privilegiados
- ejemplos solitarios
- ejemplos decisivos
- ejemplos obvios
- ejemplos clandestinos
- conformes, colindantes, emplazables...

El proceso termina con una sinopsis de todas las naturalezas que hubiesen mostrado su encadenamiento y su dependencia. 
Una vez alcanzado este conocimiento, las aplicaciones prácticas vendrán solas, ya que los axiomas rectamente descubiertos y establecidos proporcionan usos prácticos, no limitadamente, sino en multitud, y traen tras de sí bandas y tropas de efectos. Pero la adquisición de conocimiento tiene que ser sistemática y basada en la extensión por medio de hipótesis del conocimiento ya adquirido, El verdadero orden de la experiencia enciende primero una antorcha, luego indica el camino por medio de la luz, comenzando por la experiencia bien ordenada y digerida, de ninguna manera fuera de lugar o vaga y sacando de ahí axiomas y, establecidos éstos, de ellos nuevos experimentos...
Tal es en boca de su autor, la esencia del método inductivo. 
Bacon suponía que la acumulación de datos empíricos tenía que dar automáticamente lugar, con el tiempo, al descubrimiento de las regularidades naturales perseguidas por la ciencia. Los científicos deberían acumular observación tras observación, experimento tras experimento, y reseñar los resultados, sin detenerse a teorizar. Las verdades generales surgirían por sí mismas en cuanto se hubiera reunido una colección o tabla suficientemente amplia de hechos particulares. De hecho los empiristas tomaron esta fórmula como modelo de método
El desarrollo posterior de las ciencias ha demostrado que Bacon cometía un grave error al no incluir las hipótesis provisionales como herramientas constitutivas del método científico.

### Descartes: el discurso del Método
El método se condensa en cuatro reglas: 
1ª No admitir como verdadera cosa alguna, de no saber con evidencia que lo es; es decir, evitar cuidadosamente la precipitación y la prevención, y no comprender en mis juicios nada más que lo se que se presentase con tanta claridad y distinción a mi espíritu, que no hubiese ninguna ocasión de ponerlo en duda. 
2ª Dividir cada una de las dificultades que examinase en cuantas partes fuese posible y en cuantas requiriese su mejor solución. 
3ª Conducir ordenadamente mis pensamientos, empezando por los objetos más simples y más fáciles de conocer, para ir ascendiendo poco a poco, gradualmente, hasta el conocimiento de los más compuestos, e incluso suponiendo un orden entre lo que no se preceden naturalmente. 
4ª Hacer en todos unos recuentos tan integrales y unas revisiones tan generales, que estuviese seguro de no omitir nada. 
Las cuatro reglas tienen dos momentos. 
Las dos primeras constituyen el primer momento, cuyo momento clave es la intuición que produce la evidencia, único criterio de verdad, y la descomposición del problema en sus partes, análisis, hasta que todos los elementos sean conocidos de la forma descrita. 
El procedimiento es similar al usado en la geometría analítica. El análisis finaliza al toparse con las ideas claras y distintas, capaces de ser captadas sin peligro de error mediante la intuición. 
Las dos últimas reglas atañen a la fase sintética-deductiva del método: aprehendidas las naturalezas simples, el entendimiento va recorriendo ordenadamente los elementos simples en presencia, relacionándolos, concatenándolos, y componiendo elementos complejos. 
El proceso termina cuando, de evidencia en evidencia, vuelve a alcanzarse el problema primitivo, en el que ahora no hay nada que no sea claro y distinto. 
El modelo de inspiración Descartes reconoce que lo ha encontrado en las Matemáticas. En definitiva Descartes, según un modelo racionalista, da la mayor importancia a la deducción porque en ella encuentra la razón de la verdad. Razón que aparece por el análisis, la reducción de los problemas a sus elementos simples en los que aparece la intuición con evidencia. 
Esa intuición viene garantizada por la propia Razón, que no es otra cosa que la luz divina que Dios ha concedido al hombre como ser racional, cuyo punto de anclaje son las ideas innatas.
Lo importante de esta confianza en la razón es que el método (Mathesis Universalis) garantiza la verdad en la comprensión de todo lo real, interpretado en dos órdenes fundamentales: lo material, como materia extensa res extensa y lo espiritual como espíritu pensante, res cogitans.
En el tema que nos ocupa su importancia es la consideración del razonamiento, concebido este como un orden matemático, como capaz de explicar todo lo real, sobre todo en lo referente al ser material como res extensa, lo que da lugar a la explicación mecánica del universo: el mecanicismo.

## La lógica experimental: el método experimental y el gran desarrollo de la ciencia empírica
Un salto verdaderamente espectacular en este desarrollo se produce con Galileo Galilei. Combina la lógica de observación de los fenómenos con dos métodos desarrollados en otras ramas del conocimiento formal: la hipótesis y la medida. Esto da lugar al Método experimental que se desarrolla de tal manera que su método que él llamó "resolutivo-compositivo", ha sido muchas veces considerado con el nombre de "hipotético-deductivo" como prototipo del método científico e independiente del método empírico-analítico. 
Según Ludovico Geymonat la lógica empírica se caracteriza por tres métodos estructurados en un todo: 
- Buscar una hipótesis.
- Buscar una unidad de medida para medir el fenómeno.
- Buscar un experimento, es decir, una observación condicionada preparada para medir y corroborar la hipótesis.

### Galileo y su Método Resolutivo-Compositivo
Para la consideración de la construcción del método en el margen se expone el método aplicado por Galileo en la descripción del movimiento de caída de los graves.
1.- Observación:
Hay que partir inevitablemente de la precisión en la consideración del objeto de la investigación, lo que únicamente es posible por la determinación de datos de observación minuciosamente delimitados y con referencia a un problema que resolver. Generalmente el problema que se plantea hace referencia a una teoría explicativa frente a la cual los datos observados no pueden ser explicados por ella, bien por un cambio de concepto en el fundamento o por simple ampliación de observaciones.
2.- Elaboración de una hipótesis explicativa:
A partir de este momento la explicación de este nuevo modo de concebir el fenómeno requiere una explicación nueva, lo cual se hace como hipótesis o teoría provisional a la espera de una confirmación experimental. 
3.- Deducción:
Sobre esta hipótesis o teoría se hace necesario extraer las consecuencias que se derivan del hecho de tenerla por verdadera. Fundamentalmente dichas consecuencias deductivas deben ser de tipo matemático pues, como dice Galileo, la naturaleza está escrita en lenguaje matemático
4.- Experimento o verificación
Se montan las condiciones en las que se puedan medir las consecuencias deducidas, procurando unas condiciones ideales para que las interferencias con otros factores sean mínimos (rozamientos, vientos etc.), y comprobar si efectivamente en todos los casos, siempre se reproducen dichas consecuencias.
Durante mucho tiempo los científicos consideraron que el experimento probaba o 'demostraba' la verdad de la teoría o hipótesis de forma concluyente; y el método llamado ahora hipotético-deductivo vino a convertirse en la lógica empírica que fundamentaba la ciencia.

## La crisis de la ciencia
Durante dos siglos el crecimiento de la ciencia ha sido espectacular. El método hipotético-deductivo era el paradigma lógico de toda la fundamentación de la ciencia en el experimento.
Los experimentos rechazan o confirman las hipótesis o teorías. En este segundo caso el experimento constituye una verificación.
Sin embargo la matematización de la lógica iniciada a finales del XIX condujo en el primer tercio del XX a cuestionar la lógica de dicho método.
Como expuso brillantemente Popper en su Lógica de la Investigación científica, el razonamiento que supone la verificación de una teoría no es lógicamente válido.
Si formalizamos el argumento sería:
Si esta teoría o hipótesis es verdadera, entonces se tienen que producir estas consecuencias. El experimento prueba que estas consecuencias se producen. Por tanto la teoría es verdadera. 
Es una forma de argumento llamada falacia del consecuente, que se muestra más adelante.

### Crítica del experimento
Galileo al establecer que la aceleración es constante no concluye una verdad causal, sino una ley descriptiva de un fenómeno, que no es lo mismo. La explicación de por qué la aceleración es constante vendrá de la mano de un conjunto de leyes descriptivas de los movimientos de los planetas, (leyes de Kepler), que serán interpretadas según una teoría, la Teoría de la Gravitación Universal de Newton, concebida en un Espacio-Tiempo infinito e inmutable, que a su vez se considerará confirmada o verificada por multitud de nuevos experimentos.
Pero, a su vez, esta teoría se enfrentará, como en su día la de Aristóteles, con nuevas aportaciones de nuevas teorías y confirmación de datos experimentales (teoría de la relatividad), que la falsarán, como dice Popper.
Las leyes descriptivas seguirán siendo válidas pero consideradas como casos particulares de unas condiciones concretas (por ejemplo relativas a proporciones de magnitud) al considerar dicha teoría como un caso particular de teorías más generales.
La teoría de la Gravitación Universal mantiene su validez dentro de un campo de medidas en las que las distancias y las velocidades tienen un límite relativamente pequeño. Pero a escala de las enormes distancias del universo y velocidades próximas a la de la luz se hace necesaria otra teoría, la Teoría de la Relatividad. El espacio y el tiempo ya no son ni infinitos ni inmutables.
Y es esa sustitución de teorías falsadas lo que constituye el progreso de la ciencia.

### La falacia del consecuente
El argumento lógico usado para justificar la verificación de la hipótesis es:
Si la hipótesis es verdadera (H) entonces tendrán que darse las consecuencias x,y,z (C). Es así que en el experimento se dan las consecuencias x,y,z (C). Luego la hipótesis es verdadera (H).
Formalizado como argumento: {\displaystyle [(H\rightarrow C)\land C]\rightarrow H}
Siendo H la hipótesis y C las consecuencias derivadas de H, construimos la tabla de valores de verdad del argumento.
| {\displaystyle H} | {\displaystyle C} | {\displaystyle H\rightarrow C} | {\displaystyle (H\rightarrow C)\land C} | {\displaystyle [(H\rightarrow C)\land C]\rightarrow H} |
| ----------------- | ----------------- | ------------------------------ | --------------------------------------- | ------------------------------------------------------ |
| V                 | V                 | V                              | V                                       | V                                                      |
| V                 | F                 | F                              | F                                       | V                                                      |
| F                 | V                 | V                              | V                                       | F                                                      |
| F                 | F                 | V                              | F                                       | V                                                      |

En efecto, la tabla de verdad de dicha proposición nos muestra un argumento no válido, pues esta proposición no es tautológica. Lo que se aprecia claramente observando la línea 3 de la tabla.
Si es el caso que la hipótesis es falsa (H=F) nunca podremos tener garantía de que no existan otras hipótesis posibles o causas desconocidas que intervengan en el problema y hagan que las consecuencias deducidas sean verdaderas: (C=V)
Popper concluye que nunca el experimento podrá probar la verdad de una teoría o hipótesis. Es una falsa inducción. Por ello rechaza la idea de verificación de las teorías y propone la idea de falsación conforme al principio lógico o ley lógica del modus tollens.
Según Popper lo que sí es concluyente es que, si el experimento no confirma la hipótesis entonces ciertamente ésta es falsa, según el argumento {\displaystyle [(H\rightarrow C)\land \lnot C]\rightarrow \lnot H} que sí es tautológico.
| {\displaystyle H} | {\displaystyle C} | {\displaystyle H\rightarrow C} | {\displaystyle (H\rightarrow C)\land \lnot C} | {\displaystyle [(H\rightarrow C)\land \lnot C]\rightarrow \lnot H} |
| ----------------- | ----------------- | ------------------------------ | --------------------------------------------- | ------------------------------------------------------------------ |
| V                 | V                 | V                              | F                                             | V                                                                  |
| V                 | F                 | F                              | F                                             | V                                                                  |
| F                 | V                 | V                              | F                                             | V                                                                  |
| F                 | F                 | V                              | V                                             | V                                                                  |

### El valor del método
Esto no invalida el método hipotético-deductivo, pero sí lo relativiza en el sentido de que, en lugar de garantizar la verdad científica, establece la línea de crecimiento de la ciencia. 
Este consiste en ir rechazando teorías falsas y construyendo nuevas hipótesis y teorías en horizontes de interpretación de lo real cada vez más amplios.
Lakatos sostiene que este esquema se entiende referido en la actualidad no a casos o teorías sino a programas de investigación.
La Historia de la ciencia y la Sociología de la ciencia han mostrado que de hecho la racionalidad del progreso del conocimiento científico no sigue ni mucho menos la trayectoria de una “lógica” ni empírica ni meramente deductiva. La casualidad “heurística”, la “imaginación intuitiva”, así como las limitaciones culturales tienen una influencia enorme en la aceptación o rechazo de las teorías. Tal fue el planteamiento de Thomas Kuhn con su libro La estructura de las revoluciones científicas y el concepto de “paradigma”.
Feyerabend, tras una crítica histórica y análisis detallado del método de Galileo, es partidario de una teoría anarquista del método científico que niega la existencia de un método científico universal y puramente racional.
La Epistemología y las Teorías del Conocimiento y la ampliación de los horizontes de la Lógica simbólica, muestran que el hecho del conocimiento científico es algo más que una mera trayectoria lógica.
Sin embargo para la enseñanza de la “Ciencia Consolidada” el esquema del método hipotético-deductivo es la fórmula simplificadora mejor para hacer comprensibles los resultados y su proceso de comprensión lógico.
Un magnífico ejemplo de avance en la sustitución de teorías explicativas hacia ámbitos de explicaciones más amplios, con un referente último ligado a un programa de investigación científica como «núcleo duro» (Lakatos) y la experiencia lo constituye el libro de Stephen W. Hawking: Historia del Tiempo.

## Desarrollo postexperimental
Las nuevas lógicas concretas, producto de una nueva combinación de la observación con las ciencias formales y la lógica de los posibles, desarrolla el método empírico-analítico hasta límites insospechados y va a permitir el fabuloso desarrollo de las ciencias naturales en las últimas décadas.

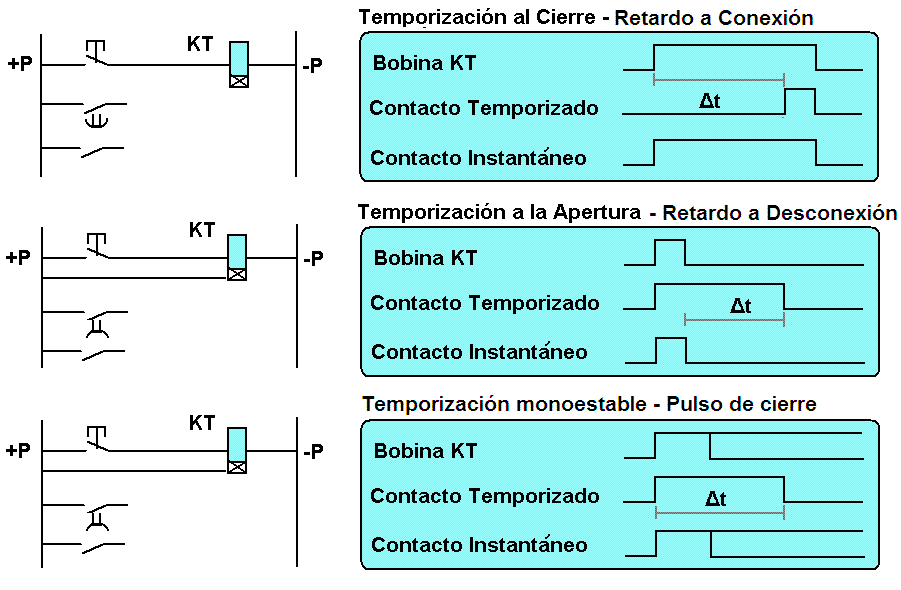
Lógica Cableada Relé Temporizado

Estas lógicas que superan a la aristotélica y la baconiana da lugar a la lógica moderna, que revoluciona el método hipotético deductivo con estructuras formales de proposiciones y matematizando la observación, sobre todo a raíz del cálculo numérico y la aplicación de los ordenadores al cálculo, lo que permite su aplicación a los campos más diversos. La posibilidad de desarrollo formalizado de lógicas polivalentes, modales,etc.
Numerosos científicos utilizan estas posibilidades; por ejemplo Aaron T. Beck utiliza la lógica empírica del sentido común para fundamentar su Terapia Cognitiva y su técnica por excelencia: la discusión cognitiva.
Pero esta lógica, aunque de una riqueza incomparable sólo es una lógica de los fenómenos. No sirve para explicar los segmentos de la realidad en general ni en su totalidad, ni la producción del pensamiento. Además rechaza terminantemente aquellas teorías que si bien parecen obvias, son imposibles de probar (defecto de las ciencias descriptivas). Por ello se cree que en un futuro quizás sea sutituida en sus respectivos campos por otras de nueva creación como la lógica de las génesis, la lógica de las totalidades de la realidad o la lógica de la producción del pensamiento.